# Mohamed Soltan

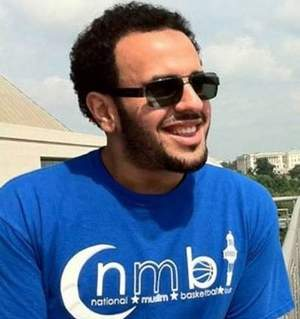
Mohamed Soltan

Mohamed Soltan (arabisch محمد سلطان; * 1988) ist ein ägyptisch-amerikanischer politischer Aktivist.
Er ist der Sohn des Ägypto-Amerikaners Salah Sultan, unter anderem Mitglied im European Council for Fatwa and Research (ECFR).

## Leben
Mohamed Soltan studierte Volkswirtschaft an der Ohio State University.
Er war einer der Pressesprecher des Protestcamps im Kairoer Stadtteil Rabaa al-Adawiya gegen die Absetzung des ersten demokratisch gewählten Präsidenten Mohammed Mursi. Am 27. August 2013 wurde er mit drei anderen Jugendlichen festgenommen, nachdem das Camp am 14. August brutal geräumt wurde (mindestens 638 Tote), wobei er während eines Interviews verwundet wurde.
Er trat am 26. Januar in einen über 400-tägigen Hungerstreik, um gegen seine Verhaftung (Urteil: lebenslange Haft) zu protestieren und wurde am 31. Mai 2015 aufgrund internationaler Proteste und dem Bemühen der US-Regierung in die USA geflogen.